# Battaglia di Fère-Champenoise
La battaglia di Fère-Champenoise fu combattuta il 25 marzo 1814 dalle truppe del Primo Impero francese comandate da Auguste Marmont e le forze austriache e russe della sesta coalizione sotto la guida di Karl Philipp Fürst zu Schwarzenberg.
Dopo sei ore di combattimenti la battaglia si concluse con la rotta delle truppe francesi e la vittoria delle forze austriache e russe.
Tale sconfitta rappresentò la fine delle speranze di Napoleone e dei suoi marescialli di contenere e sconfiggere gli eserciti della sesta coalizione e portò in breve tempo alla resa del generale Marmont, e all'abdicazione di Napoleone.